# Route départementale 33 (Finistère)
Pour les articles homonymes, voir Route départementale 33.
La D 33, est une des Routes du Finistère, qui relie Brest, Plougastel-Daoulas, Loperhet, Daoulas et Sizun. La section entre Brest et Daoulas proposait un raccourci pour les usagers se rendant à Brest depuis la N170 en provenance de Quimper en évitant le détour sinueux par Landerneau grâce au pont Albert Louppe, pont situé sur l'estuaire de l'Elorn entre Plougastel-Daoulas et Le Relecq-Kerhuon à l'entrée de Brest. Cette section a été reclassée en RN 165 depuis la mise en 2x2 entre Brest et Daoulas, achevée en 1994 avec l'ouverture du pont de l'Iroise, parallèle au pont Albert Louppe

## Trajet de la D 33
- Brest, route du Vieux Saint-Marc (reclassé en N165, puis déclassée en D165)
- Guipavas : rue de Palaren (voie piétonne depuis l'ouverture de la pénétrante sud en 1994)
- Le Relecq-Kerhuon : boulevard Léopold Maissin (reclassé en N165, puis déclassée en voie communale en 1994)
- pont Albert Louppe (reclassé en N165 jusqu'en 1994 avec l'ouverture du pont de l'Iroise; accès autorisé seulement aux deux roues)
- Plougastel-Daoulas :  Carrefour giratoire entre D 33, D 33A (Presqu'île de Plougastel) et N 165 (échangeur de Roc'h Kerezen)
- Carrefour giratoire entre D 33, D 329/D 29 (Landerneau) et N 165 (échangeur de Kervenal) : Kervenal
- Entre Plougastel-Daoulas et Loperhet, la D 33 longe la RN 165.
- Loperhet
- Dirinon : section en 2x2 voies (reclassée en N165)
- Daoulas, intersection avec la D 770 et D 333
- Irvillac
- Le Tréhou
- Intersection avec la D 18 à l'entrée de Sizun

## Antennes de la D 33
- Tracé de la D 33A

La D 33A est la rocade ouest et sud de Plougastel-Daoulas longue de 2,5 km. Elle permet d'accéder aux villages environnants sur la presqu'île de Plougastel sans passer par le bourg depuis la voie expresse RN 165. 
- Tracé de la D 133 :

La D 133 reliait la rue Jean Jaurès à Brest au rond-point de Palaren à la sortie de Brest où elle croisait la D 233, en passant par Saint-Marc. Cet axe est déclassé en voie communale. 
- Tracé de la D 233 :

La D 233 est une antenne de la D 33 en trois tronçons. La première relie la D 712 à la sortie de Landerneau à la D 67 à l'entrée du Relecq-Kerhuon en passant par La Forest-Landerneau et Le Douvez dans la commune de Guipavas. La seconde dessert la moitié nord du Relecq-Kerhuon entre la D 67 au centre du Relecq et le Boulevard Léopold Maissin au Moulin Blanc qui va vers le pont Albert Louppe. Puis la troisième relie l'entrée de Brest au niveau de Palaren à la Place de Strasbourg en empruntant la route de Quimper. Cette dernière section est déclassée en voie communale.
- Tracé de la D 333 :

La D 333 relie Daoulas à Logonna-Daoulas. Elle fait 6 km de long.